# Saint-Patrice-du-Désert
Saint-Patrice-du-Désert település Franciaországban, Orne megyében. Lakosainak száma 232 fő (2022. január 1.). Saint-Patrice-du-Désert La Motte-Fouquet, Lignières-Orgères, Neuilly-le-Vendin, La Pallu, Magny-le-Désert, Saint-Ouen-le-Brisoult és La Ferté Macé községekkel határos.

## Népesség
A település népessége az elmúlt években az alábbi módon változott:
| Lakosok száma | 205  | 202  | 199  | 208  | 218  | 227  | 231  | 232  |
|               | 2013 | 2015 | 2017 | 2018 | 2019 | 2020 | 2021 | 2022 |